# ديكران خزماليان
تيغران خماليان (المعروف أيضا باسم اكسماليان) (الأرمنية: Տիգրան Խզմալյան) هو صانع أفلام و منتج سينمائي أرميني مستقل.

## التعليم
- 1979-1984 - جامعة يريفان الحكومية، قسم فقه اللغة.
- 1990-1992 - موسكو أعلى الدورات لمديري الأفلام، روسيا.
- 1994، 1998 - دورات الكتابة الدولية، رويترز، بي بي سي، لندن، المملكة المتحدة.

## النشاط السياسي والاجتماعي
في 1988-1990 كان أحد المشاركين في حركة التحرر الوطني لتوحيد كاراباخ مع أرمينيا. وفي الفترة 1991-1993، عمل كمراسل حربي لوسائط الإعلام الأرمنية والدولية في ناغورنو كاراباخ، وكذلك كمساعد للمعلومات من رئيس المجلس الأعلى الوطني، السيد جورجي بيتروسيان. في 1993-1996 عمل كمحلل سياسي للجمعية الأرمنية الأمريكية، مجموعة ضغط من الأرمن في الشتات في واشنطن العاصمة. في 1997-1998 تم تعيين نائب مدير برنامج الأمم المتحدة الإنمائي في أرمينيا. في الفترة 1998-2005، ترأس يريفان فيلم استوديو كمدير عام، قبل إغلاق الاستوديو. في عام 2009، جنبا إلى جنب مع جيرير سيلفيان والاسكندر يانيكومشن تأسست ساردربات الحركة، التي تم تغيير اسمها لاحقا إلى تيمبلامينت.
في أوائل عام 2012، كان خزاماليان أحد قادة حركة ماشتوت بارك. منذ عام 2014 استقال من التعاون مع تيمبلامينت بسبب الخلاف حول دور روسيا في الأزمة الأوكرانية وفي التطورات الإقليمية. أقام خذاليان موقفًا راديكاليًا مناهضًا للكرملين، زاعمًا أن بوتين ونظامه في المخابرات الروسية (KGB) قد أبيدوا دولة أرمينيا واستولوا على أرمينيا. في عام 2016، انضم إلى المنشق المخضرم بارووير هايريكيان في الحركة السياسية الموالية للغرب التي تسمى إندبندنس. خضع لثلاث محاكمات اتهمت بعدم طاعة الشرطة خلال مسيرات عامة في 2012 و2014 و2015.

## فيلموغرافيا
| عام  | العنوان باللغة الإنجليزية                         | شكل                               | جوائز |  |
| ---- | ------------------------------------------------- | --------------------------------- | --- |  |
| 1991 | The Lesson                                        | 35mm, b/w, 10 min, خاصية          | الجائزة الخاصة لمهرجان الفيلم الأرمني الأول، 1993 |  |
| 1996 | Black&White                                       | 35 mm,b/w, 30 min, خاصية          | الجائزة الكبرى لمهرجان أنطاليا الدولي للفيلم القصير، تركيا، عام 1996 الجائزة الثانية لمهرجان ريغينبورغر للأفلام القصيرة، ألمانيا، 1997 جائزة أفضل فيلم قصير عن مهرجان "كينوشوك" السينمائي، روسيا، 1998.     |  |
| 1998 | Soccer of 1973                                    | Beta-SP, 24 min, وثائقي           | |  |
| 1998 | Death of King                                     | Beta-SP, 26 min, وثائقي           | جائزة لجنة التحكيم الخاصة في مهرجان يالطا التلفزيوني الدولي، 2000 |  |
| 2000 | Pierlequin or Lighter Than Air                    | 35 mm, color, b/w, 100 min, خاصية | جائزة لجنة التحكيم الخاصة لمهرجان اسطنبول للأفلام ، 2001. جائزة أفضل ممثل في مهرجان "كينوشوك" السينمائي ، روسيا ، 2001. جائزة "فيلم ماجيك" لنخبة السينما السينمائية "ليستبايد" ، مينسك ، بيلاروسيا 20012001 |  |
| 2001 | Velvet Revolution # 88                            | Beta-SP, 22 min, وثائقي           | |  |
| 2001 | 5165                                              | Beta-SP, 27min, وثائقي            | |  |
| 2001 | Sister of Mercy                                   | Beta-SP, 27 min, وثائقي           | |  |
| 2001 | Once Upon A Time In Armenia                       | Beta-SP,44 min, ميزة موسيقية      | |  |
| 2002 | Marina V./ Vagina M.                              | DVD, 15 min, الرسوم المتحركة      | |  |
| 2003 | 33 Minutes About Peleshian                        | DVD, 33 min, وثائقي               | |  |
| 2003 | Ruben Hakhverdyan, the Postman                    | DVD, 58 min, وثائقي               | |  |
| 2004 | Aram Khachaturyan Century                         | DVD, 35 min, وثائقي               | جائزة أفضل مشروع متعدد الوسائط في العالم لعام 2005 مسابقة الوسائط المتعددة في البحرين وتونس ، 2005 |  |
| 2004 | Lovember                                          | 35 mm, b/w, 97 min, خاصية         | |  |
| 2005 | Armin Wegner, the Genocide Photographer           | DVD, 34 min, b/w, وثائقي          | |  |
| 2006 | A Splinter                                        | DV, 34 min, وثائقي                | |  |
| 2006 | From Artsakh to Javakhk, from Araks to Kura River | DV, 42 min, وثائقي                | |  |
| 2007 | Yerevan’s Greatest Secret                         | DV, 44 min, وثائقي                | |  |
| 2008 | Sardarapat deja vu                                | DV, 68 min, وثائقي                | |  |
| 2008 | Opera                                             | DV, 10 min, وثائقي                | |  |
| 2009 | Portrait of Jesus Alive                           | DV, 49 min, وثائقي                | |  |
| 2009 | Armenia minus A1plus                              | DV, 23 min, وثائقي                | |  |
| 2010 | Tigranakert                                       | DV, 96 min, وثائقي                | |  |
|      |                                                   |                                   | |  |
| 2010 | To Ararat                                         | DV, 32 min, وثائقي                | |  |

2014، كوينز الأرمن، DV، وثائقي، 96 دقيقة.
|  |  |  |  |
|  |  |  |  |
|  |  |  |  |

## الروابط الخارجية
- تيجران خزماليان على موقع IMDb (الإنجليزية)
- تيجران خزماليان على موقع كينوبويسك (الروسية)

- The amazing vanishing movie by BBC News
- 30th Montpellier Mediterranean Film Festival
- http://www.panorama.am/am/news/2011/04/12/turkey-iran/964097
- http://www.hurriyetdailynews.com/default.aspx?pageid=438&n=shifting-factors-of-april-24th-in-washington-2011-04-22